# Hundsjön (Östra Ryds socken, Östergötland)
Hundsjön är en sjö i Söderköpings kommun i Östergötland och ingår i Söderköpingsåns huvudavrinningsområde. Sjön har en area på 0,109 kvadratkilometer och ligger 77,2 meter över havet.

## Delavrinningsområde
Hundsjön ingår i det delavrinningsområde (647621-152360) som SMHI kallar för Mynnar i Storån. Medelhöjden är 71 meter över havet och ytan är 40,6 kvadratkilometer. Det finns inga avrinningsområden uppströms utan avrinningsområdet är högsta punkten. Vattendraget som avvattnar avrinningsområdet har biflödesordning 3, vilket innebär att vattnet flödar genom totalt 3 vattendrag innan det når havet efter 25 kilometer. Avrinningsområdet består mestadels av skog (55 procent), öppen mark (12 procent) och jordbruk (29 procent). Avrinningsområdet har 0,78 kvadratkilometer vattenytor vilket ger det en sjöprocent på 1,9 procent.